# Marin-Gabriel-Louis-François Périer
Marin-Gabriel-Louis-François Périer (La Framboisière, 7 de febrero de 1752—París, 9 de marzo de 1815) fue un político francés.

## Biografía
Notario en París antes de la Revolución, fue diputado del tercer estado en los Estados Generales de 1789 por la alguacilazgo de Châteauneuf-en-Thymerais y se sentó con la mayoría.